# Sabrina, a tiniboszorkány (film, 1996)
A Sabrina, a tiniboszorkány (eredeti címén Sabrina, the Teenage Witch) egész estés amerikai–kanadai televíziós film.
Amerikában 1996. április 7-én vetítették le a Showtime-on.

## Szereposztás
| Szereplő           | Színész            | Magyar hang      | Leírás |
| ------------------ | ------------------ | ---------------- | ------ |
| Sabrina Sawyer     | Melissa Joan Hart  |                  |        |
| Hilda néni         | Sherry Miller      |                  |        |
| Zelda néni         | Charlene Fernetz   |                  |        |
| Marnie Littlefield | Michelle Beaudoin  |                  |        |
| Seth               | Ryan Reynolds      | Crespo Rodrigo   |        |
| Harvey             | Tobias Mehler      | Seszták Szabolcs |        |
| Katie La More      | Lalainia Lindbjerg |                  |        |
| Freddie            | Laura Harris       |                  |        |
| Fran               | Kea Wong           |                  |        |
| edző               | Jo Bates           |                  |        |
| Sales Clerk        | Janine Cox         |                  |        |
| Larry              | Biski Gugushe      |                  |        |
| Mark               | Tyler Labine       |                  |        |
| Mr. Dingle         | Jim Swansburg      |                  |        |
| Jeff               | Noel Geer          |                  |        |